# Фридерика Елизабет фон Саксония-Айзенах
Фридерика Елизабет фон Саксония-Айзенах (на немски: Friederike Elisabeth von Sachsen-Eisenach; * 5 май 1669, Алтенкирхен; † 12 ноември 1730, Бад Лангензалца) от ернестинските Ветини, е принцеса от Саксония-Марксул и Саксония-Айзенах и чрез женитба херцогиня на Саксония-Вайсенфелс (1698 – 1712).

## Живот
Тя е втората дъщеря на херцог Йохан Георг I фон Саксония-Айзенах (1634 – 1686) и съпругата му графиня Йоханета фон Сайн-Витгенщайн (1626 – 1701).
Фридерика Елизабет се омъжва на 7 януари 1698 г. в Йена за Йохан Георг от Саксония-Вайсенфелс (1677 – 1712) от рода на Албертинските Ветини, от 1697 г. 3. херцог на Саксония-Вайсенфелс, също княз на Саксония-Кверфурт, третият син на херцог Йохан Адолф I фон Саксония-Вайсенфелс и първата му съпруга Йохана Магдалена фон Саксония-Алтенбург. След смъртта на нейния съпруг през 1712 г. херцог става брат му Кристиан и тя получава за вдовишка резиденция дворец Дрибург в Лангензалца, където се мести през 1717 г.
Фридерика Елизабет умира на 61 години на 12 ноември 1730 в Бад Лангензалца и е погребана в дворцовата църква на Ной-Августусбург във Вайсенфелс.

## Деца
Фридерика Елизабет и херцог Йохан Георг от Саксония-Вайсенфелс имат децата:
- Фридерика (1701 – 1706)
- Йохан Георг (1702 – 1703)
- Йоханета Вилхелмина (1704 – 1704)
- Йоханета Амалия (1705 – 1706)
- Йохана Магдалена (1708 – 1760), омъжена 1730 в Данциг за херцог Фердинанд Кетлер от Курландия и Семгалия († 1737)
- Фридерика Амалия (1712 – 1714)